# Kumertau
Kumertau (tiếng Nga: Кумерта́у; tiếng Bashkir: Күмертау) là một thành phố Nga. Thành phố này thuộc chủ thể Cộng hòa Bashkortostan. Kumertau cách Ufa 250 km và cách Sterlitamak 102 km. Thành phố có dân số 65.003 người (theo điều tra dân số năm 2002). Đây là thành phố lớn thứ 244 của Nga theo dân số năm 2002. Dân số qua các năm: 62,854 (Điều tra dân số 2010); 65,003 (Điều tra dân số 2002); 64,260 (Điều tra dân số năm 1989).